# 新华路200号

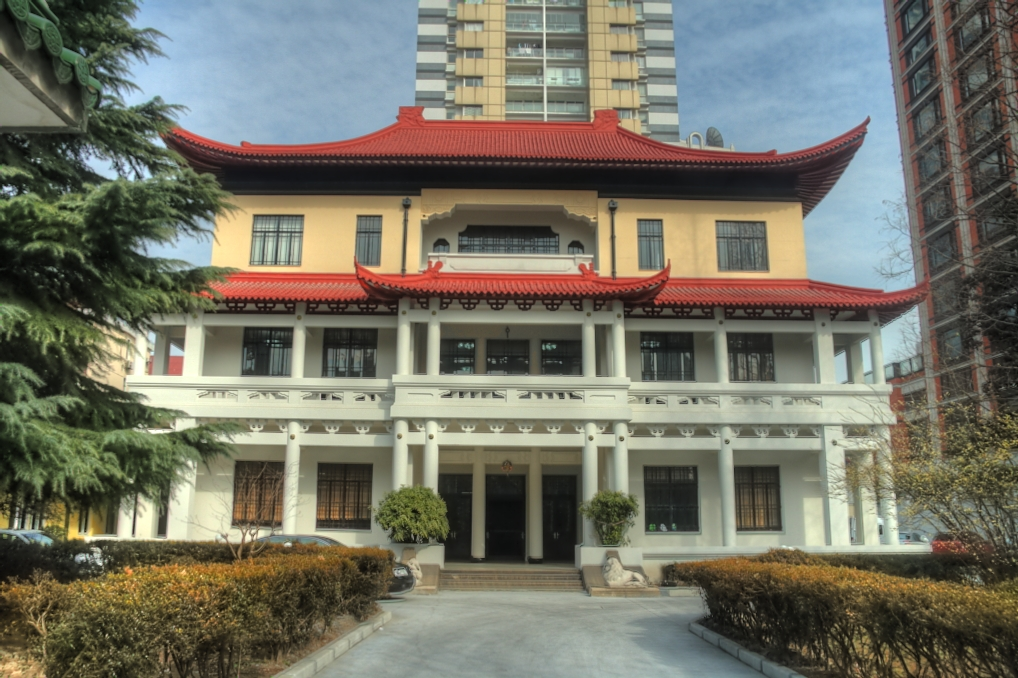
建筑全貌照

新华路200号（又稱陈果夫住宅或上海汉语大词典编辑部旧址或上海辞书出版社旧址）位于中華人民共和國上海市长宁区新华路200号，始建于1930年代，占地4100平方米，建筑面积1259平方米，共三层。原为光佛寺旧址，1948年由安泰营造厂改建前，经历了杨慧珍集资、宋有佛申请建造、甘少明设计等历程。风格为中国传统形大屋附有重檐和四只跷起的戗角，区别于周围的众多西式花园建筑，陈果夫曾在此居住，也曾是四五五医院、上海汉语大词典编辑部、上海辞书出版社用址。现属上海世纪出版集团办公用。1999年被上海市政府列为上海市优秀历史建筑。